# Церква Успіння Пресвятої Богородиці (Молохів)
Церква Успіння Пресвятої Богородиці в Молохові — парафія і храм греко-католицької громади Бережанського деканату Тернопільсько-Зборівської архієпархії Української греко-католицької церкви в селі Молохів Тернопільського району Тернопільської области.

## Історія церкви
Жертводавцями будівництва церкви Успіння Пресвятої Богородиці на хуторі була місцева громада. Парафія була утворена у 1991 році, і того ж року збудували храм.
Парафія і храм належать до УГКЦ з моменту їхнього заснування. У 1994 році владика Михаїл Сабрига освятив храм і здійснив єпископську візитацію.

## Парохи
- о. Петро Половко,
- о. Володимир Заболотний,
- о. Михайло Коваль,
- о. Петро Статків (з 1997).